# Fed Cup 2016 Zona Americana Gruppo I - Pool A
Il Pool A della Zona Americana Gruppo I nella Fed Cup 2016 è uno dei due pool (gironi) in cui è suddiviso il Gruppo I della zona Americana. (vedi anche Pool B)
|   | Pool A         | Paraguay (bandiera) | Messico (bandiera) | Bolivia (bandiera) | Colombia (bandiera) |
| 1 | Paraguay (3-0) |                     | 2-1                | 2-1                | 2-1                 |
| 2 | Messico (2-1)  | 1-2                 |                    | 2-1                | 3-0                 |
| 3 | Bolivia (1-2)  | 1-2                 | 1-2                |                    | 2-1                 |
| 4 | Colombia (0-3) | 1-2                 | 0-3                | 1-2                |                     |

## Primo giorno
| Paraguay 2 | Country Club Las Palmas, Santa Cruz de la Sierra, Bolivia 3 febbraio 2016 Terra rossa (outdoor) | Country Club Las Palmas, Santa Cruz de la Sierra, Bolivia 3 febbraio 2016 Terra rossa (outdoor) | Messico 1 |     |     |  |
| \| \| \| \| 1 \| 2 \| 3 \| \| \| - \| \| --------------------------------------------------------------------------------- \| --- \| --- \| --- \| \| \| 1 \| \| Camila Giangreco Campiz Ana Sofía Sánchez \| 6 7 \| 4 6 \| \| \| \| 2 \| \| Montserrat González Victoria Rodríguez \| 5 7 \| 6 2 \| 6 4 \| \| \| 3 \| \| Camila Giangreco Campiz / Montserrat González Victoria Rodríguez / Renata Zarazúa \| 6 2 \| 6 2 \| \| \| |                                                                                                 |                                                                                                 |           |     |     |  |
| |                                                                                                 |                                                                                                 | 1         | 2   | 3   |  |
| 1 | Paraguay (bandiera) · Messico (bandiera)                                                        | Camila Giangreco Campiz Ana Sofía Sánchez                                                       | 6 7       | 4 6 |     |  |
| 2 | Paraguay (bandiera) · Messico (bandiera)                                                        | Montserrat González Victoria Rodríguez                                                          | 5 7       | 6 2 | 6 4 |  |
| 3 | Paraguay (bandiera) · Messico (bandiera)                                                        | Camila Giangreco Campiz / Montserrat González Victoria Rodríguez / Renata Zarazúa               | 6 2       | 6 2 |     |  |

| Bolivia 2 | Country Club Las Palmas, Santa Cruz de la Sierra, Bolivia 3 febbraio 2016 Terra rossa (outdoor) | Country Club Las Palmas, Santa Cruz de la Sierra, Bolivia 3 febbraio 2016 Terra rossa (outdoor) | Colombia 1 |     |     |  |
| \| \| \| \| 1 \| 2 \| 3 \| \| \| - \| \| ------------------------------------------------------------------------------------------ \| --- \| --- \| --- \| \| \| 1 \| \| Noelia Zeballos Emiliana Arango \| 6 3 \| 5 7 \| 1 6 \| \| \| 2 \| \| María Fernanda Álvarez Terán María Fernanda Herazo \| 7 5 \| 6 1 \| \| \| \| 3 \| \| María Fernanda Álvarez Terán / Noelia Zeballos María Fernanda Herazo / María Paulina Pérez \| 2 6 \| 6 4 \| 1 0 \| \| |                                                                                                 |                                                                                                 |            |     |     |  |
| |                                                                                                 |                                                                                                 | 1          | 2   | 3   |  |
| 1 | Bolivia (bandiera) · Colombia (bandiera)                                                        | Noelia Zeballos Emiliana Arango                                                                 | 6 3        | 5 7 | 1 6 |  |
| 2 | Bolivia (bandiera) · Colombia (bandiera)                                                        | María Fernanda Álvarez Terán María Fernanda Herazo                                              | 7 5        | 6 1 |     |  |
| 3 | Bolivia (bandiera) · Colombia (bandiera)                                                        | María Fernanda Álvarez Terán / Noelia Zeballos María Fernanda Herazo / María Paulina Pérez      | 2 6        | 6 4 | 1 0 |  |

## Secondo giorno
| Bolivia 1 | Country Club Las Palmas, Santa Cruz de la Sierra, Bolivia 4 febbraio 2016 Terra rossa (outdoor) | Country Club Las Palmas, Santa Cruz de la Sierra, Bolivia 4 febbraio 2016 Terra rossa (outdoor) | Paraguay 2 |     |     |  |
| \| \| \| \| 1 \| 2 \| 3 \| \| \| - \| \| -------------------------------------------------------------------------------------------- \| --- \| --- \| --- \| \| \| 1 \| \| Noelia Zeballos Camila Giangreco Campiz \| 6 4 \| 4 6 \| 6 3 \| \| \| 2 \| \| María Fernanda Álvarez Terán Montserrat González \| 2 6 \| 1 6 \| \| \| \| 3 \| \| María Fernanda Álvarez Terán / Noelia Zeballos Camila Giangreco Campiz / Montserrat González \| 6 2 \| 3 6 \| 2 6 \| \| |                                                                                                 |                                                                                                 |            |     |     |  |
| |                                                                                                 |                                                                                                 | 1          | 2   | 3   |  |
| 1 | Bolivia (bandiera) · Paraguay (bandiera)                                                        | Noelia Zeballos Camila Giangreco Campiz                                                         | 6 4        | 4 6 | 6 3 |  |
| 2 | Bolivia (bandiera) · Paraguay (bandiera)                                                        | María Fernanda Álvarez Terán Montserrat González                                                | 2 6        | 1 6 |     |  |
| 3 | Bolivia (bandiera) · Paraguay (bandiera)                                                        | María Fernanda Álvarez Terán / Noelia Zeballos Camila Giangreco Campiz / Montserrat González    | 6 2        | 3 6 | 2 6 |  |

| Colombia 0 | Country Club Las Palmas, Santa Cruz de la Sierra, Bolivia 4 febbraio 2016 Terra rossa (outdoor) | Country Club Las Palmas, Santa Cruz de la Sierra, Bolivia 4 febbraio 2016 Terra rossa (outdoor) | Messico 3 |     |     |  |
| \| \| \| \| 1 \| 2 \| 3 \| \| \| - \| \| ------------------------------------------------------------------------------- \| --- \| --- \| --- \| \| \| 1 \| \| Emiliana Arango Ana Sofía Sánchez \| 3 6 \| 0 6 \| \| \| \| 2 \| \| María Paulina Pérez Victoria Rodríguez \| 1 6 \| 4 6 \| \| \| \| 3 \| \| María Fernanda Herazo / María Paulina Pérez Victoria Rodríguez / Renata Zarazúa \| 6 2 \| 4 6 \| 2 6 \| \| |                                                                                                 |                                                                                                 |           |     |     |  |
| |                                                                                                 |                                                                                                 | 1         | 2   | 3   |  |
| 1 | Colombia (bandiera) · Messico (bandiera)                                                        | Emiliana Arango Ana Sofía Sánchez                                                               | 3 6       | 0 6 |     |  |
| 2 | Colombia (bandiera) · Messico (bandiera)                                                        | María Paulina Pérez Victoria Rodríguez                                                          | 1 6       | 4 6 |     |  |
| 3 | Colombia (bandiera) · Messico (bandiera)                                                        | María Fernanda Herazo / María Paulina Pérez Victoria Rodríguez / Renata Zarazúa                 | 6 2       | 4 6 | 2 6 |  |

## Terzo giorno
| Paraguay 2 | Country Club Las Palmas, Santa Cruz de la Sierra, Bolivia 5 febbraio 2016 Terra rossa (outdoor) | Country Club Las Palmas, Santa Cruz de la Sierra, Bolivia 5 febbraio 2016 Terra rossa (outdoor) | Colombia 1 |     |   |  |
| \| \| \| \| 1 \| 2 \| 3 \| \| \| - \| \| ------------------------------------------------------------------------------------------- \| --- \| --- \| - \| \| \| 1 \| \| Camila Giangreco Campiz María Camila Osorio Serrano \| 4 6 \| 3 6 \| \| \| \| 2 \| \| Montserrat González María Paulina Pérez \| 6 0 \| 6 2 \| \| \| \| 3 \| \| Camila Giangreco Campiz / Montserrat González Emiliana Arango / María Camila Osorio Serrano \| 6 3 \| 6 3 \| \| \| |                                                                                                 |                                                                                                 |            |     |   |  |
| |                                                                                                 |                                                                                                 | 1          | 2   | 3 |  |
| 1 | Paraguay (bandiera) · Colombia (bandiera)                                                       | Camila Giangreco Campiz María Camila Osorio Serrano                                             | 4 6        | 3 6 |   |  |
| 2 | Paraguay (bandiera) · Colombia (bandiera)                                                       | Montserrat González María Paulina Pérez                                                         | 6 0        | 6 2 |   |  |
| 3 | Paraguay (bandiera) · Colombia (bandiera)                                                       | Camila Giangreco Campiz / Montserrat González Emiliana Arango / María Camila Osorio Serrano     | 6 3        | 6 3 |   |  |

| Bolivia 1 | Country Club Las Palmas, Santa Cruz de la Sierra, Bolivia 5 febbraio 2016 Terra rossa (outdoor) | Country Club Las Palmas, Santa Cruz de la Sierra, Bolivia 5 febbraio 2016 Terra rossa (outdoor) | Messico 2 |     |      |  |
| \| \| \| \| 1 \| 2 \| 3 \| \| \| - \| \| --------------------------------------------------------------------------------- \| --- \| --- \| ---- \| \| \| 1 \| \| Noelia Zeballos Ana Sofía Sánchez \| 3 6 \| 7 5 \| 5 7 \| \| \| 2 \| \| María Fernanda Álvarez Terán Victoria Rodríguez \| 6 3 \| 6 2 \| \| \| \| 3 \| \| María Fernanda Álvarez Terán / Noelia Zeballos Ana Sofía Sánchez / Renata Zarazúa \| 4 6 \| 6 1 \| 63 7 \| \| |                                                                                                 |                                                                                                 |           |     |      |  |
| |                                                                                                 |                                                                                                 | 1         | 2   | 3    |  |
| 1 | Bolivia (bandiera) · Messico (bandiera)                                                         | Noelia Zeballos Ana Sofía Sánchez                                                               | 3 6       | 7 5 | 5 7  |  |
| 2 | Bolivia (bandiera) · Messico (bandiera)                                                         | María Fernanda Álvarez Terán Victoria Rodríguez                                                 | 6 3       | 6 2 |      |  |
| 3 | Bolivia (bandiera) · Messico (bandiera)                                                         | María Fernanda Álvarez Terán / Noelia Zeballos Ana Sofía Sánchez / Renata Zarazúa               | 4 6       | 6 1 | 63 7 |  |

## Verdetti
- Paraguay ammessa agli spareggi contro la prima del Pool B per un posto agli spareggi per il Gruppo Mondiale II.
- Colombia al playout per evitare la retrocessione contro l'ultima del Pool B.